# オービット (マスコットキャラクター)

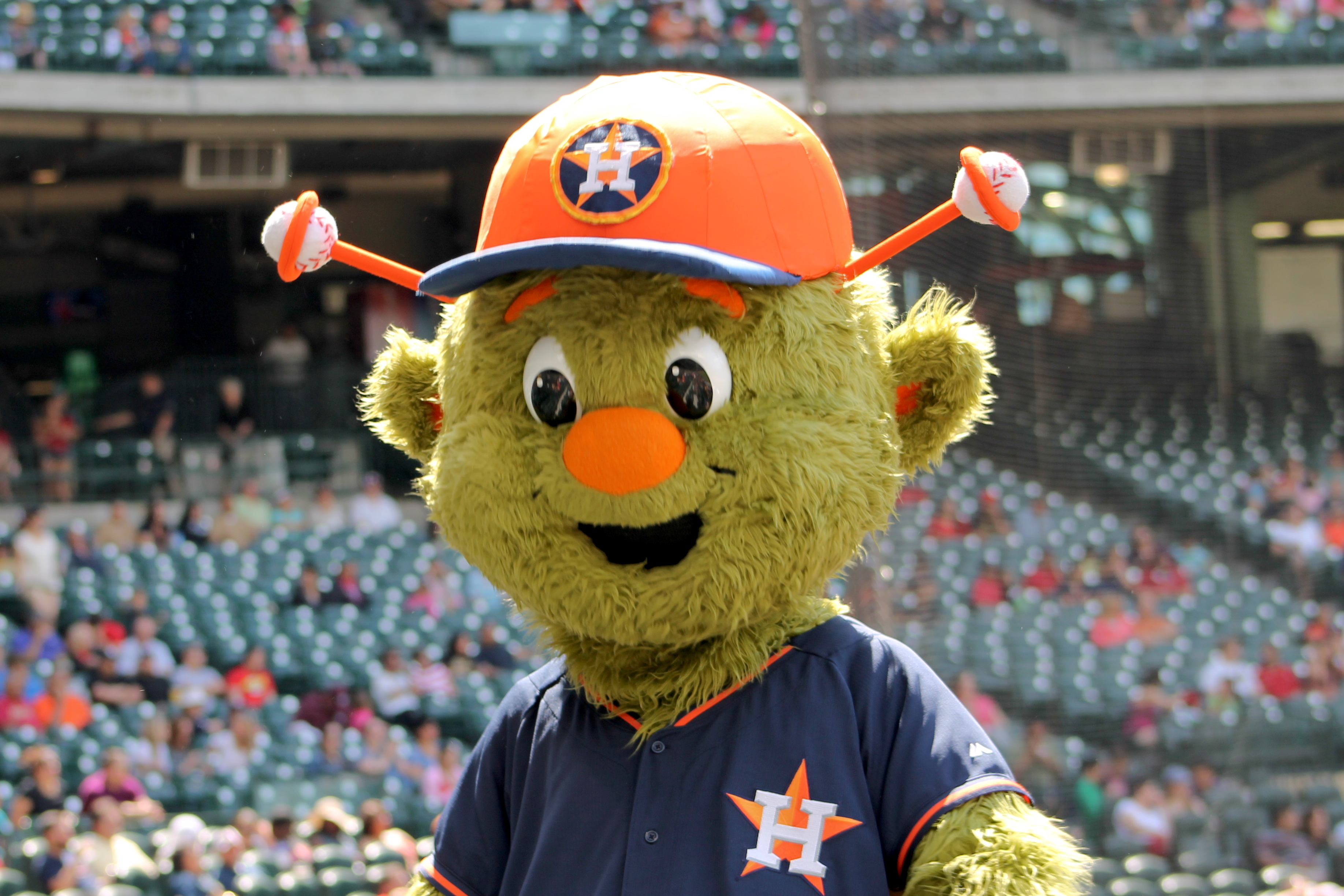

オービット（Orbit）は、MLB・ヒューストン・アストロズの球団マスコットキャラクターである。
年齢不詳で、グランドスラム銀河のファウル・グラウンド出身。モチーフはジョンソン宇宙センター（NASA）を擁するスペースシティのヒューストン。宇宙人。2013年から登場している現在のオービットは2代目である。

## 概要・特徴
オービット（初代）は1990年より登場し、アストロドームを本拠地とした最終の年である1999年まで活動した。新球場エンロン・フィールド（現：ダイキン・パーク）へ移転した2000年から2012年まではウサギを模したジャンクション・ジャックがマスコットを務めた。
2012年11月2日、チームのアメリカンリーグ西地区移転に伴い復活し、2013年から正式にマスコットになった。地元ファンを盛り上げるだけでなく、ライバルチームの選手たちにあの手この手で絡みまくる球界屈指の"かまってちゃん"マスコットである。J.P.アレンシビアとの遺恨闘争、ホセ・バティスタを「人形遊び」で挑発、マイク・トラウトには苗字（Trout = 「鱒」）にちなんで釣竿を持って釣り上げようと企てるなどで話題となった。また、2014年に行われた日米野球の際に来日を果たしている。